# Sylvia Jebiwott Kibet
Sylvia Jebiwott Kibet, född den 28 mars 1984, är en kenyansk friidrottare som tävlar i medel- och långdistanslöpning.
Kibet deltog vid Afrikanska mästerskapen 2006 där hon slutade trea på 5 000 meter. Hon deltog även vid VM 2007 där hon blev fyra på samma distans. Hon avslutade året med att bli tvåa vid IAAF World Athletics Final i Stuttgart på 5 000 meter. 
Under 2008 deltog hon vid inomhus-VM i Valencia där hon blev fyra på 3 000 meter. Hon deltog även vid Olympiska sommarspelen i Peking där hon åter blev fyra, denna gång på 5 000 meter, en fjärdeplats som senare korrigerades till en bronsmedalj sedan Elvan Abeylegesse diskvalificerats för doping.

## Personliga rekord
- 3 000 meter -  8.40,09
- 5 000 meter - 14.57,37